# Misgurnus anguillicaudatus
El dojo (Misgurnus anguillicaudatus)  es una especie de pez cypriniforme de la familia Cobitidae.

## Morfología
Los machos pueden llegar alcanzar los 28 cm de longitud total.

## Alimentación
Come gusanos, crustáceos pequeños, insectos,  larvas de insectos y otros organismos acuáticos pequeños.

## Hábitat
Vive en los ríos, lagos,   pantanos y arrozales. 

## Distribución geográfica
Se encuentra en el área comprendida entre Birmania, el noreste de Asia y China central.
Debido a su potencial invasor o la susceptibilidad de convertirse en una amenaza grave por competir con las especies silvestres autóctonas, alterar su pureza genética o los equilibrios ecológicos, esta especie ha sido incluida en el Catálogo Español de Especies Exóticas Invasoras, aprobado por Real Decreto 630/2013, de 2 de agosto, estando prohibida en España su introducción en el medio natural en todo el territorio nacional y en las zonas marinas jurisidccionales, su posesión, transporte, tráfico y comercio.

## Observaciones
Es una especie popular en acuariofilia. 